# Egaña
Egaña est une ville de l'Uruguay située dans le département de Soriano. Sa population est de 852 habitants.

## Histoire
La ville a été fondée en 1925.

## Population
| Année | Population |
| ----- | ---------- |
| 1963  | 675        |
| 1975  | 673        |
| 1985  | 690        |
| 1996  | 709        |
| 2004  | 852        |

Référence,: